# 491 v.Chr.
Het jaar 491 v.Chr. is een jaartal volgens de christelijke jaartelling.

## Gebeurtenissen

### Griekenland
- Koning Darius I stuurt gezanten naar de Griekse steden om hen te bewegen de koning der landen aarde en water aan te bieden, en daarmee Darius I als opperheer te erkennen.
- In Athene en Sparta, worden de gezanten in een put gegooid en verteld daar maar aarde en water uit te halen.
- In Egina wordt als in vele steden aan het Perzische verzoek gehoor gegeven en koning Cleomenes I van Sparta wil ingrijpen. Koning Demaratus verweert zich daartegen. Hij wordt door Cleomenes I afgezet en vlucht naar het hof van Darius I.
- Koning Leotychidas II (491 - 476 v.Chr.) bestijgt de troon van Sparta.